# Wyższe Seminarium Duchowne Salwatorianów w Bagnie

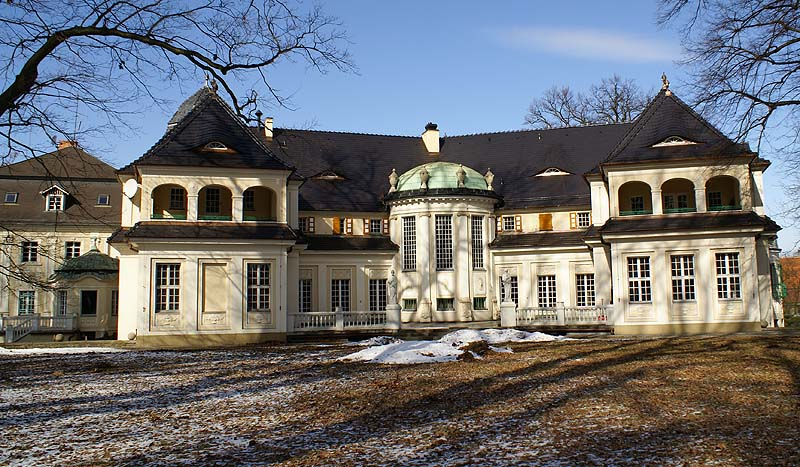
Tzw. „Nowy Zamek”, czyli wschodnie skrzydło pałacu z początku XX wieku

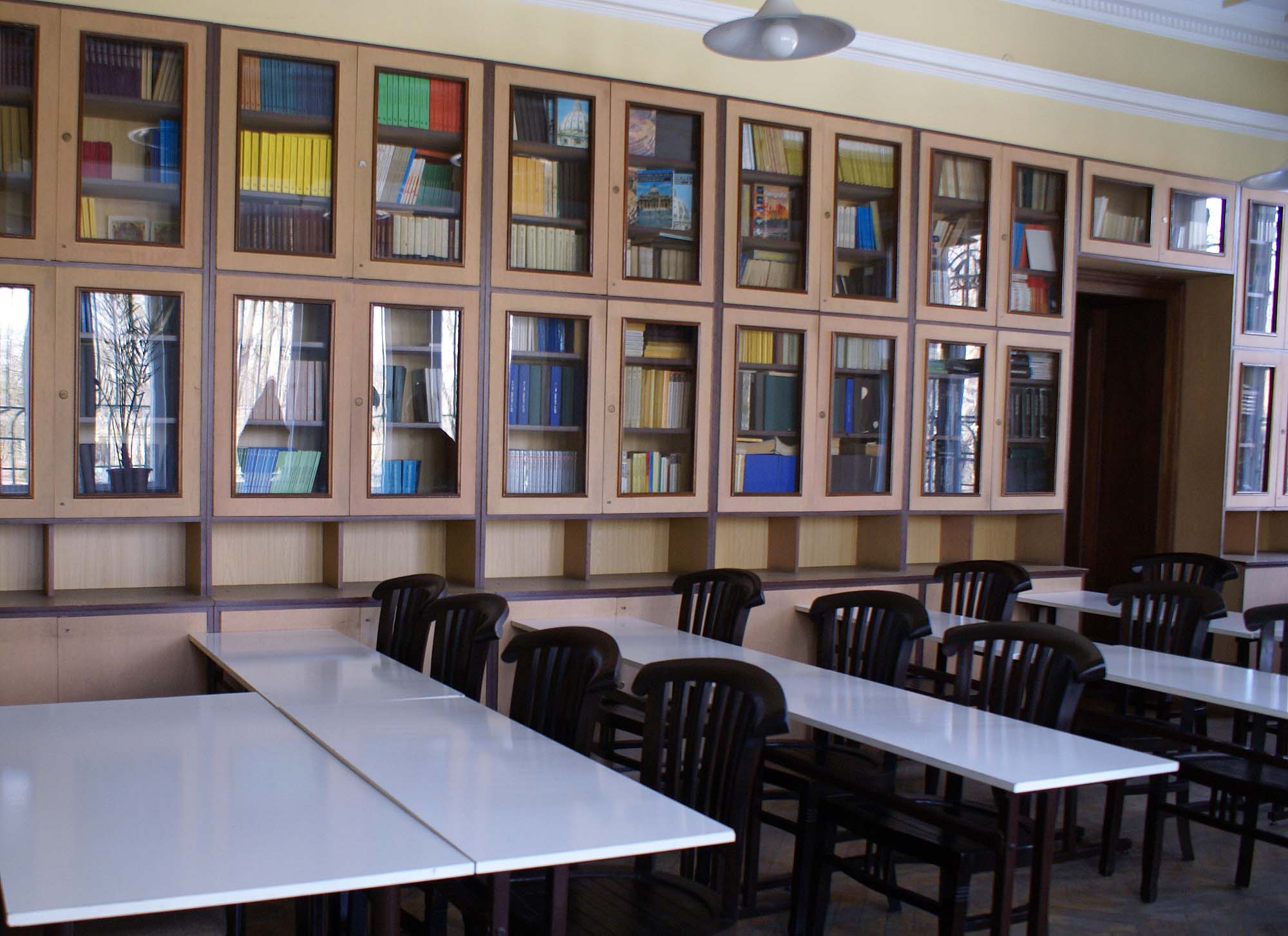
Wnętrze biblioteki w WSD Salwatorianów w Bagnie

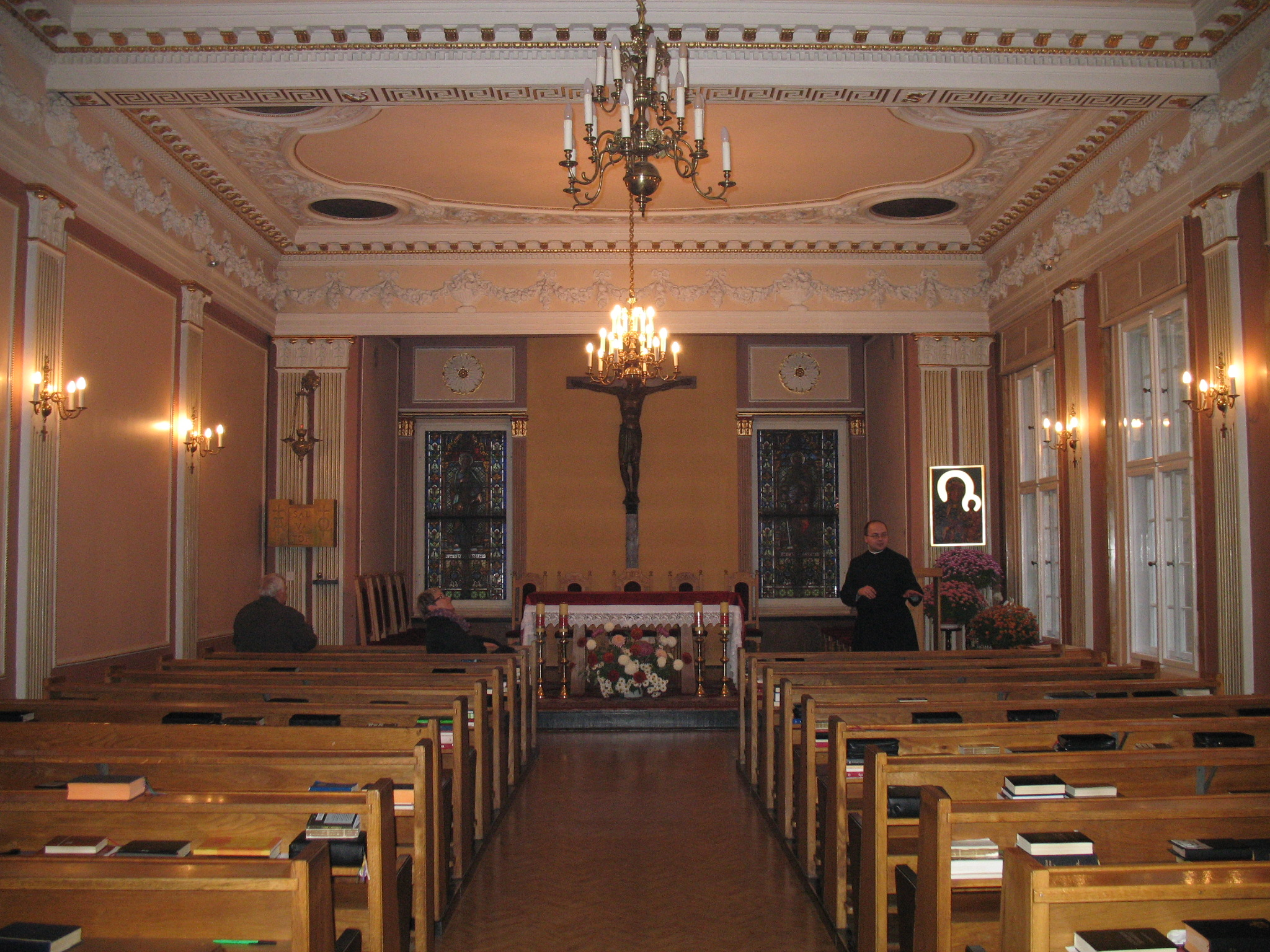
Kaplica w WSD Salwatorianów w Bagnie

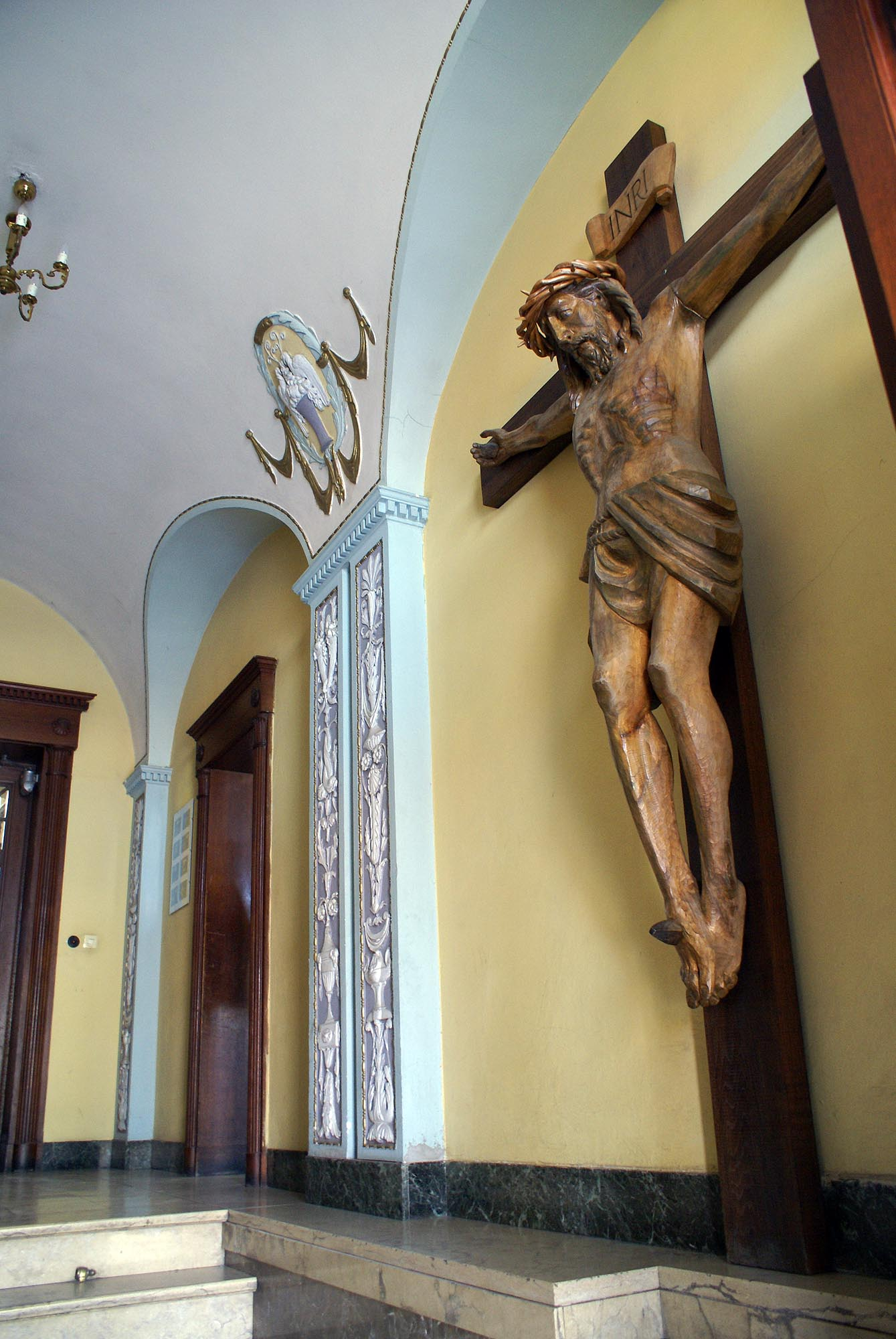
Krucyfiks w WSD Salwatorianów w Bagnie

Wyższe Seminarium Duchowne Salwatorianów w Bagnie – była uczelnia wyznaniowa, należąca do Prowincji Polskiej zakonu Towarzystwa Boskiego Zbawiciela (Salwatorianów), zlokalizowana przy ulicy Ziołowej 51 w Bagnie. Jego głównym zadaniem było przygotowanie kleryków na sześcioletnich studiach filozoficzno-teologicznych do pracy kapłańskiej w zakonie. Seminarium duchowne powstało w 1953 roku i od 1993 do 2024 roku było afiliowane do Papieskiego Wydziału Teologicznego we Wrocławiu. W 2024 roku klerycy przenieśli się do Krakowa, gdzie studiują w Kolegium Teologiczno-Filozoficznym Dominikanów w Krakowie, jednak klasztor w Bagnie nadal jest w posiadaniu Towarzystwa Boskiego Zbawiciela.

## Informacje ogólne
Seminarium duchowne prowadziło własne studium filozofii i teologii. Wykłady odbywały się w zabytkowej części kompleksu klasztornego, w którym dostępna jest dla studentów biblioteka z księgozbiorem liczącym ponad 33 tysiące książek i 8 tysięcy czasopism. Od 2007 roku seminarium wydaje własne czasopismo naukowe „Studia Salvatoriana Polonica”. Od początku jego istnienia jego mury opuściło i otrzymało święcenia kapłańskie ponad 500 zakonników. Oprócz działalności formacyjno-edukacyjnej dla młodzieży zakonnej w zabudowaniach klasztornych odbywały się również wydarzenia kulturalno-edukacyjne dla gości z zewnątrz, w tym m.in.: wakacyjny plener malarski i wernisaż, otwarte wykłady gościnne, spotkania integracyjne dla społeczności lokalnej, spotkania wolontariuszy misyjnych oraz ruchów młodzieżowych. W roku akademickim 2024/2025 w wyższym seminarium duchownym studiowało 12 alumnów. 9 września 2024 r. Wyższe Seminarium Duchowne Salwatorianów zostało przeniesione do Krakowa.

## Władze
Od 1 lipca 2024 roku Wyższemu Seminarium Duchownemu Salwatorianów przewodzą:
- Rektor: ks. dr Dariusz Jasuba SDS[6]
- Prefekt kleryków: ks. mgr. Przemysław Marszałek SDS
- Mistrz nowicjatu: ks. dr Łukasz Darowski SDS
- Ekonom: ks. mgr. Łukasz Anioł SDS

## Historia
Salwatorianie przybyli do Bagna koło Obornik Śląskich w 1930 roku, kiedy to Prowincja Niemiecka tego zakonu odkupiła od banku ziemskiego dawną posiadłość rodziny Kisslingów, sprzedaną przez Conrada Kisslinga. Zakonnicy zaadaptowali ten obiekt do celów edukacyjnych, umieszczając w nim swój międzynarodowy nowicjat oraz prowadząc studia z filozofii dla kleryków. Wielu z nich podjęło później pracę na terenie Chin i Ameryki Łacińskiej. Placówka ta nosiła niemiecką nazwę Salvatorkolleg Heinzendorf. W czasie II wojny światowej władze hitlerowskie odebrały zakonnikom w większości posiadłość, pozostawiając do ich dyspozycji wyłącznie dom położony na skraju przypałacowego parku. Przed zakończeniem działań wojennych niemieccy salwatorianie opuścili Bagno, a na miejscu pozostał o Feliks Sierny z Prowincji Polskiej Salwatorian. Dzięki jego działalności udało się ocalić cały kompleks przed nadciągającą ze wschodu Armią Czerwoną.
W 1946 roku do Bagna przybyli kolejni salwatorianie z Prowincji Polskiej, zakładając w tym miejscu nowicjat zakonny. Z kolei w 1953 roku w zabudowaniach pałacowych powołano do życia Wyższe Seminarium Duchowne Salwatorianów. Dzięki staraniom władz zakonu zostało ono w 1993 roku afiliowane do Papieskiego Wydziału Teologicznego we Wrocławiu.

## Poprzedni rektorzy
- 1953–1954: ks. T. Klimas
- 1954–1957: ks. M. Piątkowski
- 1957–1960: ks. M. Furdzik
- 1960–1963: ks. C. Rogowski
- 1963–1968: ks. Z. Zgudziak
- 1968–1970: ks. J. Kmieć
- 1970–1972: ks. M. Piątkowski
- 1972–1975: ks. B. Pietrzok
- 1975–1984: ks. W. Gruszka
- 1984–1990: ks. S. Prekurat
- 1990–1993: ks. J. Bednarz
- 1993–1999: ks. A. Poloczek
- 1999–2003: ks. T. Koncewicz
- 2003–2006: ks. J. Tarnówka
- 2006–2009: ks. B. Giemza
- 2009–2018: ks. J. Madera
- 2018–2024: ks. R. Słupek[8]
- od 2024: ks. D. Jasuba

## Siedziba
Wyższe Seminarium Duchowne Salwatorian mieście się w Bagnie przy ulicy Ziołowej 51 na terenie dawnego kompleksu szlacheckiego. Jego główną stanowi barokowy pałac powstały w latach 1720–1734, jak podają przekazy na miejscu warowni, której początki sięgały XIII wieku i zostały zniszczone w trakcie wojny trzydziestoletniej. Najstarsza zachodnia część pałacu została zbudowana z inicjatywy hr. Henryka Leopolda von Seher-Thos i jego żony Joanny Fryderyki von Wentzky. Posiadłość ta przez blisko dwa stulecia co najmniej dziewięciokrotnie zmieniała właścicieli. W 1905 roku dobra te za sumę około 1,5 miliona marek kupił wrocławski przemysłowiec i browarnik Georg Kissling, przenosząc się tu siedem lat później wraz z całą rodziną. Dokonał restauracji dotychczasowego gmachu oraz dobudował w 1913 roku nowe wschodnie neobarokowe skrzydło zwane dzisiaj „Nowym Zamkiem”. W 1922 roku po śmierci ojca dobra te objął w posiadanie Conrad Kissling, który z powodów ekonomicznych sprzedał je Śląskiemu Towarzystwu Kredytowo-Ziemskiego z siedzibą we Wrocławiu, od którego te zostały następnie nabyte w 1930 roku przez zakon salwatorianów.
Pałac zbudowany jest na planie nieregularnego wieloboku z ryzalitami oraz wewnętrznym dziedzińcem. Skrzydła jedno- i dwutraktowe, piętrowe, zostały nakryte dachami dwuspadowymi z attykami i szczytami. Obok pałacu zachował się także park krajobrazowy z kilkoma gatunkami starodrzewu.